# Regroupement des artistes cinéastes de la francophonie canadienne
Le Regroupement des artistes cinéastes de la francophonie canadienne (RACCORD) est une association nationale canadienne fondée en 2004 qui regroupe et représente les réalisateurs francophones œuvrant en cinéma et en audiovisuel au Canada. Connu sous le nom de Front des réalisateurs indépendants du Canada (FRIC) jusqu’en 2024, son objectif principal est de promouvoir la création indépendante en soutenant ses membres dans l'atteinte de conditions de production équitables et favorables à l'expression artistique. Le RACCORD s'engage également à défendre les droits des réalisateurs et réalisatrices face aux défis de l'industrie, notamment en matière de financement, de diffusion et de reconnaissance de la diversité culturelle au sein du paysage cinématographique canadien. L'association joue un rôle essentiel dans la valorisation du cinéma indépendant francophone, cherchant à renforcer la visibilité des œuvres créées par ses membres et à sensibiliser le public et les institutions à l'importance de l'indépendance artistique dans la culture canadienne.

## Historique
Le Regroupement des artistes cinéastes de la francophonie canadienne (RACCORD) a été fondé en 2004 en tant qu'organisme à but non lucratif dédié à la défense et à la promotion des réalisateurs francophones indépendants au Canada. La création de l’organisme a eu lieu lors d’une assemblée fondatrice tenue à Moncton pendant la FrancoFête en Acadie en novembre 2004, où 23 réalisateurs et cinéastes des communautés francophones de toutes les régions du Canada se sont réunis. Incorporée officiellement le 12 janvier 2005 sous le nom Front des réalisateurs indépendants du Canada (FRIC), l’association s’est donné pour mission de soutenir les créateurs en cinéma et en audiovisuel par l’établissement d’un réseau de communication entre les réalisateurs francophones indépendants de tout le Canada, sauf le Québec, avec l'appui de la Fédération culturelle canadienne-française, de l'Office national du film et du Conseil des arts du Canada.
Le RACCORD participe régulièrement à des colloques et à des festivals de films pour promouvoir l’industrie du cinéma francophone hors Québec. L’organisme s’affiche afin d'assurer l'obtention des fonds pour les longs métrages francophones, soulignant la nécessité de mesurer le succès culturel d'une manière adaptée aux minorités francophones, et en mettant l’accent sur l'impact dans des petites communautés.
L’association remet annuellement le prix L’Oeil du FRIC à un de ses membres lors de leur forum annuel. Le prix est remis pour souligner le travail d’un réalisateur ou d’un cinéaste pour son apport aux arts médiatiques dans la Francophonie canadienne. Les forums annuels permettent aux cinéastes et réalisateurs de se rassembler, de participer à des conférences et ateliers de formation, et de faire connaître leurs œuvres. Ces rassemblements jouent un rôle important au rayonnement du travail des artistes, tout en reconnaissant les efforts des cinéastes s’étant démarqués à l’échelle nationale et internationale.
Pour son 20e anniversaire, le FRIC annonce un changement de nom pour devenir RACCORD, le Regroupement des artistes cinéastes de la francophonie canadienne. Le changement est officialisé le 2 octobre 2024, et une campagne de promotion s'est déroulée dans les semaines suivantes sur les réseaux sociaux. Ce changement de nom vise à mieux refléter l'inclusivité de l'association et à renforcer son impact au sein de la francophonie canadienne.

## Mission
Le RACCORD s’engage à soutenir activement les cinéastes et réalisateurs francophones en situation minoritaire à travers le Canada en leur offrant une gamme complète de services adaptés à leurs besoins. Que ce soit par le biais de formations spécialisées pour développer leurs compétences, par la création d’opportunités concrètes pour réaliser leurs projets, ou encore par le réseautage qui favorise les échanges et collaborations entre professionnels du milieu, le RACCORD joue un rôle essentiel dans leur parcours artistique. L’organisme se consacre à accroître la visibilité des créateurs francophones auprès du grand public et des institutions clés, tout en les représentant auprès des instances politiques et culturelles. Il s’assure de faire entendre les attentes et les besoins spécifiques des artistes en facilitant la communication avec les différents acteurs du milieu du cinéma.